# Froot
Froot – trzeci album studyjny walijskiej piosenkarki Mariny Diamandis, znanej wtedy jako Marina and The Diamonds.
Album miał być oficjalnie wydany 3 kwietnia 2015 roku, jednak premiera została przełożona na 13 marca 2015 roku z powodu nieautoryzowanych wycieków internetowych.

## Odbiór krytyczny
FROOT otrzymał wiele pozytywnych recenzji od krytyków muzycznych. Na Metacriticu ocena albumu wynosi 75/100 bazując na dziewiętnastu opiniach.

## Lista utworów
Wszystkie utwory napisane przez Marinę Diamandis oraz wyprodukowane przez Davida Kostena i Diamandis.
| Nr  | Tytuł utworu        | Długość |
| --- | ------------------- | ------- |
| 1.  | „Happy”             | 4:03    |
| 2.  | „Froot”             | 5:31    |
| 3.  | „I’m a Ruin”        | 4:32    |
| 4.  | „Blue”              | 4:14    |
| 5.  | „Forget”            | 4:09    |
| 6.  | „Gold”              | 4:14    |
| 7.  | „Can’t Pin Me Down” | 3:25    |
| 8.  | „Solitaire”         | 4:37    |
| 9.  | „Better than That”  | 4:36    |
| 10. | „Weeds”             | 4:07    |
| 11. | „Savages”           | 4:16    |
| 12. | „Immortal”          | 5:21    |
|     |                     | 53:05   |

## Notowania
| Lista (2015)                             | Najwyższa pozycja |
| ---------------------------------------- | ----------------- |
| Australian Albums (ARIA)                 | 12                |
| Austrian Albums (Ö3 Austria)             | 38                |
| Belgian Albums (Ultratop Flanders)       | 92                |
| Belgian Albums (Ultratop Wallonia)       | 61                |
| Canadian Albums (Billboard)              | 6                 |
| Dutch Albums (Album Top 100)             | 21                |
| Finnish Albums (Suomen virallinen lista) | 19                |
| French Albums (SNEP)                     | 78                |
| German Albums (Offizielle Top 100)       | 24                |
| Irish Albums (IRMA)                      | 4                 |
| Italian Albums (FIMI)                    | 68                |
| New Zealand Albums (RMNZ)                | 12                |
| Norwegian Albums (VG-lista)              | 31                |
| Scottish Albums (OCC)                    | 9                 |
| Spanish Albums (PROMUSICAE)              | 27                |
| Swedish Albums (Sverigetopplistan)       | 48                |
| Swiss Albums (Schweizer Hitparade)       | 10                |
| UK Albums (OCC)                          | 10                |
| US Billboard 200                         | 8                 |

## Historia wydania
| Kraj              | Data             | Format                   | Wytwórnia           | Przyp.               |
| ----------------- | ---------------- | ------------------------ | ------------------- | -------------------- |
| Australia         | 13 marca 2015    | CD, digital download     | Warner              | [ 27 ] [ 28 ]        |
| Niemcy            | 13 marca 2015    | CD, digital download     | Warner              | [ 29 ] [ 30 ]        |
| Irlandia          | 13 marca 2015    | CD, LP, digital download | Neon Gold, Atlantic | [ 31 ] [ 32 ] [ 33 ] |
| Wielka Brytania   | 16 marca 2015    | CD, LP, digital download | Neon Gold, Atlantic | [ 34 ] [ 35 ] [ 36 ] |
| Stany Zjednoczone | 16 marca 2015    | CD, digital download     | Neon Gold, Elektra  | [ 37 ] [ 38 ]        |
| Włochy            | 17 marca 2015    | CD, digital download     | Warner              | [ 39 ] [ 40 ]        |
| Niemcy            | 18 marca 2015    | LP                       | Warner              | [ 41 ]               |
| Australia         | 3 kwietnia 2015  | LP                       | Warner              |                      |
| Stany Zjednoczone | 14 kwietnia 2015 | LP                       | Neon Gold, Elektra  | [ 42 ]               |
| Włochy            | 21 kwietnia 2015 | LP                       | Warner              | [ 43 ]               |
| Stany Zjednoczone | 11 września 2015 | kaseta                   | Neon Gold, Elektra  | [ 44 ]               |